# 無政府共產主義
无政府共产主义是一种支持废除国家、资本主义、僱傭勞動、等级制度及生产资料私有制（但尊重在集体所有制下的个人财产），同时拥护生产资料公有制及由工人委員會所构成的横向网络所统领下依照各盡所能、各取所需进行直接民主制的政治哲学及思想流派。其中的一些流派，比如暴动无政府主义受利己主义和激进个人主义影响颇深，并认为无政府共产主义是实现个人自由的最好社会组织形式。大多数无政府共产主义者视无政府共产主义为一种调和个人与社会之间矛盾的方式。
无政府共产主义发展自法国大革命后的激进社会主义潮流，但直到第一国际在意大利的分部成立后才成型。俄国思想家克魯泡特金在無政府共產主義中影响力十分巨大，并影响到了其后的内部分化。迄今为止，最知名的无政府共产主义社群例包含1936年西班牙革命中的无政府工团主义地区及在1918年至1921年俄国内战中由乌克兰革命者内斯托尔·伊万诺维奇·马赫诺所统领的马赫诺运动。马赫诺运动受克鲁泡特金著作中的无政府共产主义及集體無政府主義影响极大，且一度击退白军和红军，统治乌克兰的大多数地区，但最终被布尔什维克所占领。
1929年，韩国无政府共产主义联合会在崇尚无政府主义和独立行动主义的將軍金佐鎮的支持下一度建立了一个无政府共产主义社会，但最终随着大日本帝国暗杀了金佐鎮并自南方入侵该地区，同时中國國民黨从北部入侵该地区，该地区很快便丧失了自治权，最终被并入大日本帝国的附庸满洲国。在1936年开始的西班牙内战中，西班牙无政府主义者经过在西班牙革命期间的努力和影响，一度在阿拉贡的多数地区建立了一个无政府主义社会，并且将无政府共产主义传播至了雷凡特、安达卢西亚及加泰罗尼亚，但最终被佛朗哥所统领的國民軍所击败。

## 历史

### 早期先驱

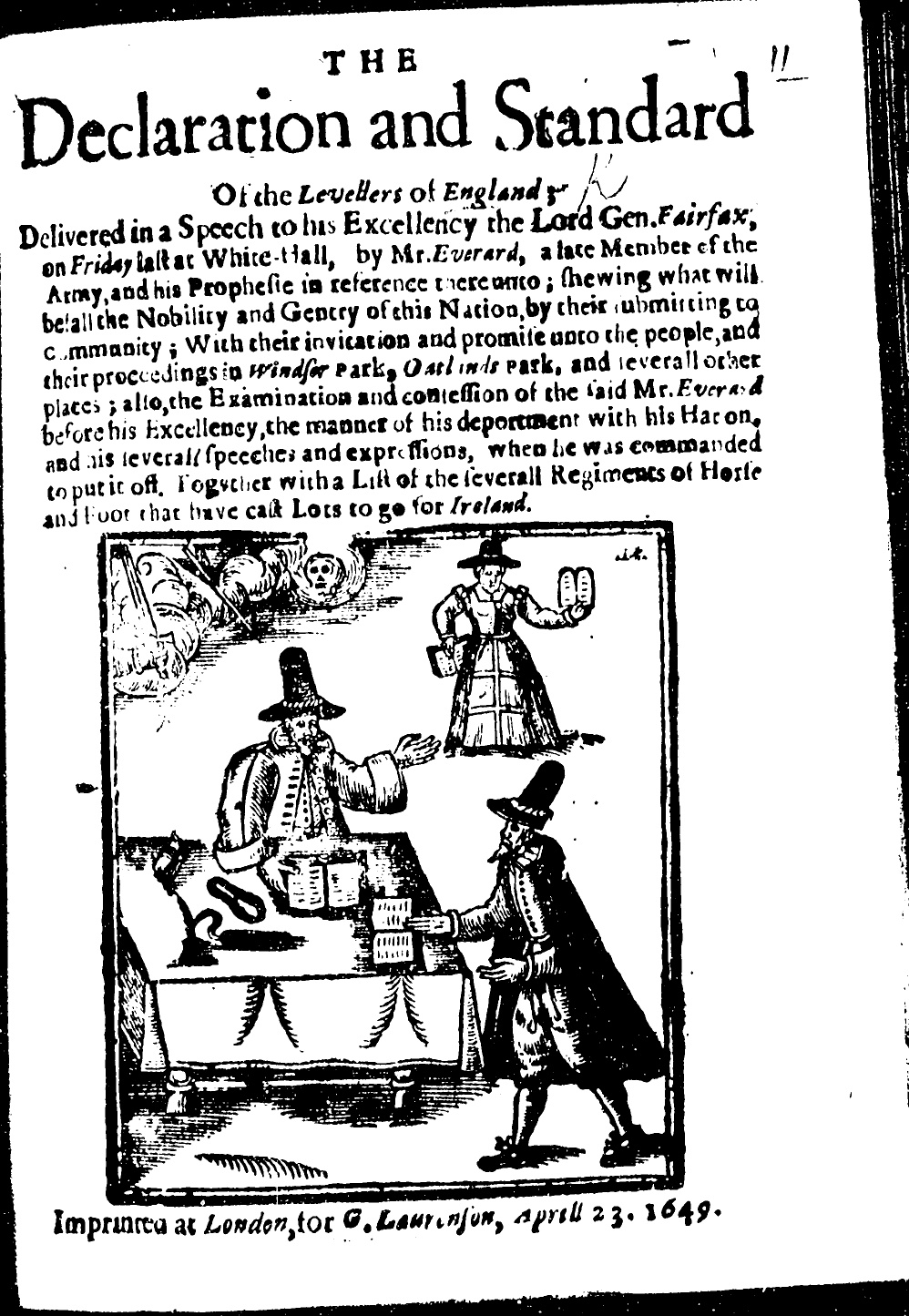
挖掘派通常被视为第一批无政府主义实践者，他们在英國內戰前后共同持有他们的土地和资源

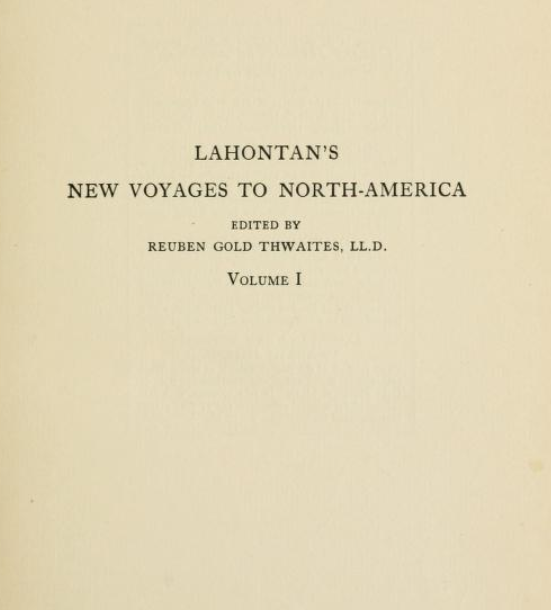
路易·阿尔芒·德洛姆·阿尔斯·拉洪坦，拉洪坦男爵1703年的小说记录了作者在美国各土著部落和文化中生活的经历。小说探讨了各种农业社会主义社会以及它们如何通过集体所有制为所有居民提供财产。这些社会中反复出现的内容包括它们的非等级结构、早期的平等主义生活风格以及互助在维持精神健康方面发挥的重要作用

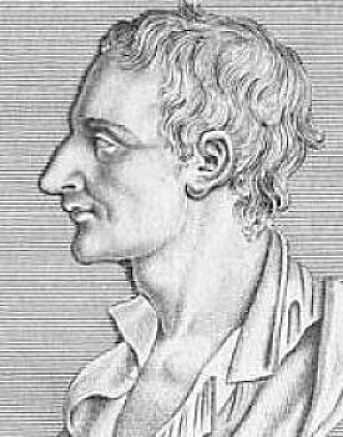
席爾凡·馬雷夏爾，18世纪无神论哲学家，他的平等主義信仰预示着无政府主义和空想社会主义意识形态的发展

一些早期基督教社区被认为具有无政府共产主义的倾向。弗朗克·西弗·比林斯称“耶稣主义”是无政府主义与共产主义的结合体。晚期基督教平等主义社区的典例是英格兰的挖掘派。该运动的领导者傑拉德·溫斯坦利在他1649年的小冊子《新正义法典》中寫道：「不應有買賣、不應有集市或市場，但整個地球應該是每個人共有的寶藏」、「不應有統治他人的統治者，但每個人應是自己的統治者。」
挖掘派抵制统治阶级和国王的暴政，以合作的方式完成工作，管理供应并提高社会生产力。由于挖掘派建立的公社没有私有财产，没有经济交换（所有物品、货物和服务都由集体所有），他们的公社可以被称为早期的共产主义社区，这些公社分布在英格兰的农村地区。
在第一次工业革命之前，整个欧洲大陆盛行土地和财产共同所有的风气，但挖掘派因其反对君主统治的斗争而显得与众不同。他们在查理一世倒台后又因提倡工人自治而再次兴起。
1703年，路易·拉洪坦在其小说《北美新航路》一书中概述了北美大陆的原住民社区是如何合作和组织的。拉洪坦发现殖民前北美的农业社会和社群无论是经济结构角度还是从没有任何国家角度都与欧洲基于君主制的、不平等的国家制度完全不同。他写道，土著人处于“无政府状态”的生活中，这也是这个词第一次被用来表示混乱以外的东西。他具体写道，殖民前的北美没有牧师、法院、法律、警察、国家部长，也没有财产的区分，因此他们都是平等的，都在一起繁荣，没有办法区分贫富。
法國大革命期間，席爾凡·馬雷夏爾在《平等者宣言》中要求「共同享有地球的產物」，並期待「貧富、大小、主僕、統治與被統治之間的噁心差別」的消失。

### 约瑟夫·迪亚契与1848年革命
约瑟夫·迪亚契是早期的無政府共產主義者，也是第一位稱自己為自由意志主義者的人。他提出與普魯東不同的看法：「工人無權於他或她勞動所得的產物，但有權滿足他或她的需求，無論其性質為何」。无政府主义史学家麦克斯·奈特劳称自由意志共产主义在历史上第一次被使用是在1880年11月法国的一个无政府主义大会上，该大会采用了这个词来更清楚地描述其理论。随后法国无政府主义记者、四卷本《无政府主义百科全书》的建立者及主编塞巴斯蒂安·富尔于1895年创办了《自由意志主义者》周报。

### 第一国际

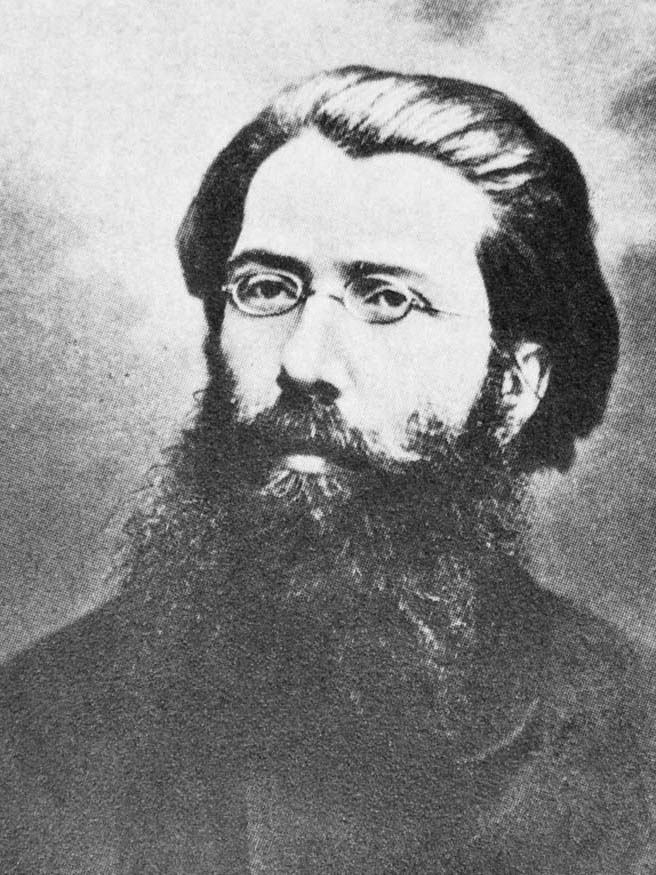
卡洛·卡菲罗，第一位公开表示脱离巴枯宁的集體無政府主義，并同时拥护無政府狀態和共产主义两种理论的人

作为一套连贯的现代经济政治哲学，无政府共产主义最早的支持者包括第一国际意大利分部的卡洛·卡菲罗、埃米利奥·科维利、埃里科·马拉泰斯塔、安德烈·科斯塔及一些前马志尼共和派。集體無政府主義者主张在按需分配下保留劳动报酬制度，但主张在革命后向共產制度转型时废除劳动报酬制度，改用按需分配制度。受到巴枯寧的影響，詹姆士·季佑姆在論文《关于社会组织》中提到：「當……生產超越了消費……每個人將從社會豐富的物品儲備中得到所需，不用擔憂耗盡；而且道德情操將在自由與平等間高度發展，工人將會阻止，或大量減少濫用與浪費。」
集体无政府主义者认为应将生产资料的所有权集体化，同时保留与每个人的劳动量和劳动种类相称的报酬，而无政府共产主义者则进一步要求将劳动产物同样集体化。虽然这两个团体都反对资本主义，但无政府共产主义者不再认同蒲鲁东和巴枯宁认为个人有权获得其个人劳动的产品这一点。埃里科·马拉泰斯塔认为：“与其冒着混淆的风险区分你和我各自所做的事情，不如让我们都工作，把一切生产所得放在一起。这样，每个人都能竭尽所能地劳动直到物质极大充裕，每个人都能尽可能地取其所需直到某一物质不再极大富裕”。

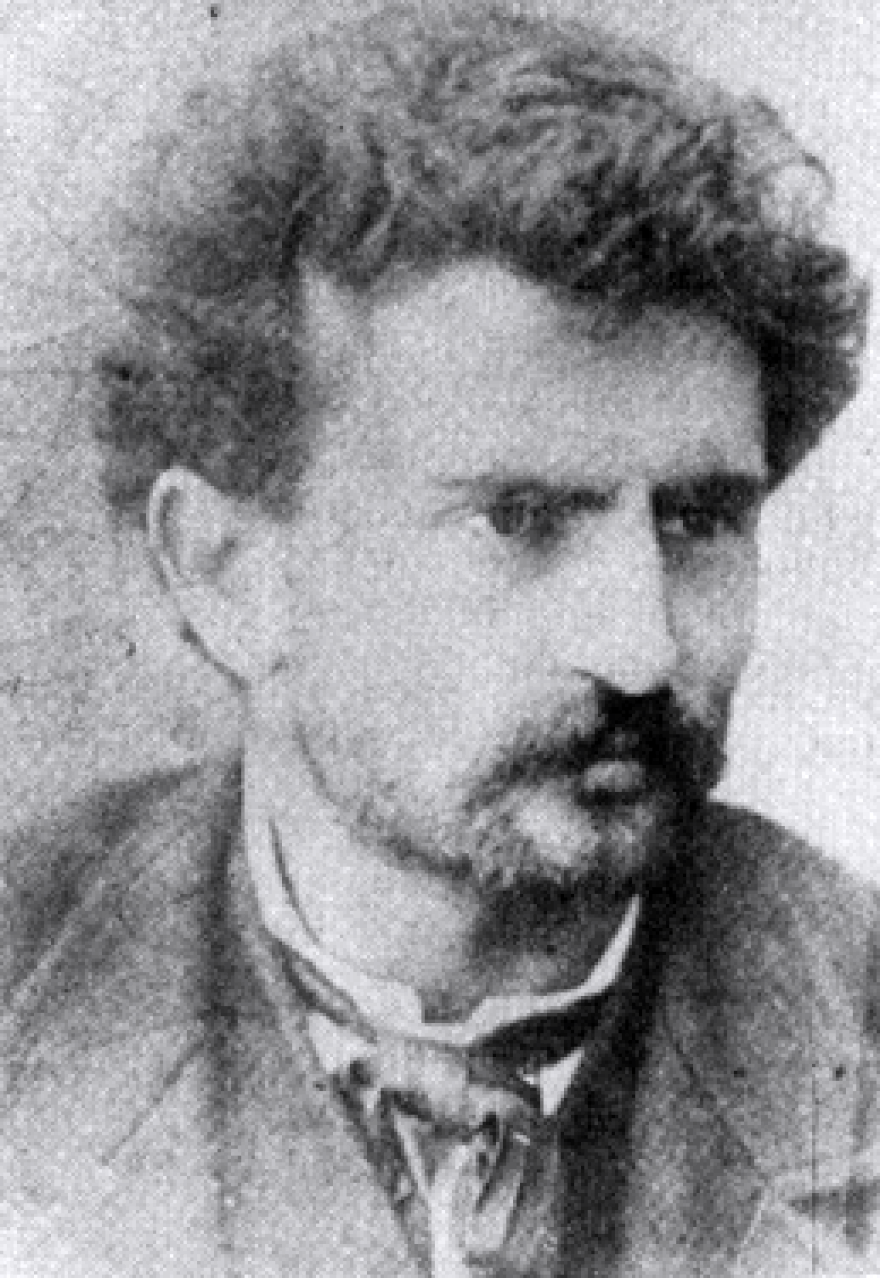
埃里科·马拉泰斯塔

卡菲罗在他1880年的著作《安那其与共产主义》中进一步解释道，劳动产品的私有化将导致资本的不平等积累，从而导致社会阶级及其对立的重新出现；进而导致国家的复活：“如果我们容许私人占有劳动产品，我们就将被迫保留货币，使财富或多或少地按照个人的功绩而非个人的需要积累”。1876年，受警察活动影响，第一国际的意大利联合会不得不在佛罗伦萨外的一个森林里举行了佛罗伦萨会议，他们宣布了无政府共产主义遵循的原则如下：
第一国际意大利联合会认为，集体化劳动产品是对集体主义方案的必要补充，一切人为满足一切人的需要提供援助是符合团结原则的唯一生产和消费规则。意大利联合会在佛罗伦萨举行的第一国际会议就这一点已达成一致。
马拉泰斯塔和卡菲罗后来将上述原则整理进了一份文章，并将其发表在了瑞士汝拉联盟的公报上。

### 彼得·阿列克谢耶维奇·克鲁泡特金
彼得·阿列克谢耶维奇·克鲁泡特金常被视为最重要的无政府共产主义理论家，他在他的著作《面包与自由》和《田野、工厂和工场》中概述了他的无政府共产主义经济学理念。克鲁泡特金相信合作比竞争对人类益处更大，并在《互助论：进化的一个要素》一书中阐述了在大自然中能支持这一点的证据。克鲁泡特金支持通过“全部社会财富收归公有”的方式废除私有制，并以此为基础组织起平等的自愿联合组织管理经济，根据个人的物质需要而非根据劳动来分配商品。克鲁泡特金还认为，随着社会的进步，这些物质需要将不仅仅仅局限于纯粹的物质需要：“他的物质的需要一经满足，其他的可以说是带有艺术性质的欲求，便会立刻发生。这样的欲求种类很多，而且是因人而异的；社会愈文明，个性愈发达，则欲望的种类也愈多”。此外，克鲁泡特金坚持认为在无政府共产主义社会中“房屋、田地、工厂不应再归私人占有，而应该成为公共的财产”。

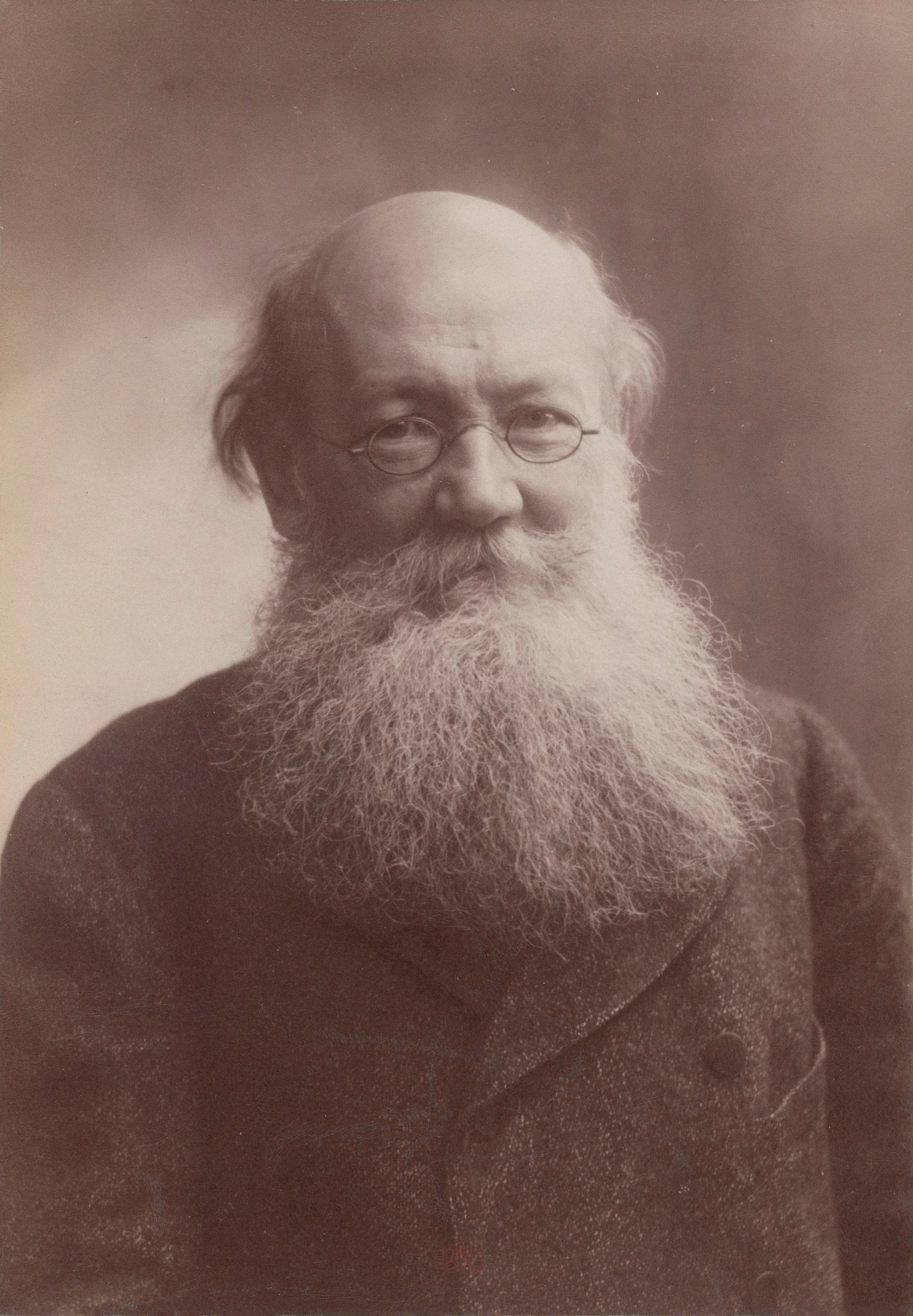
彼得·阿列克谢耶维奇·克鲁泡特金

由于无政府共产主义的目标是将“收获或制造的产品交由所有人处置，让每个人都有自由在自己的家中随意地使用它们”，克鲁泡特金支持将私有财产征为公有财产或共有财产（但仍尊重个人财产），以确保每个人都能获得他们需要的东西，而不必出卖劳动力，他认为：
我们并不想剥取任何人的大衣，我们只想给劳动者以他们所需要的东西，他们常常因为缺乏这些东西的缘故，便不得不坠入掠夺者的陷阱里面；我们还要尽我们的全力来使任何人都不会感到缺乏什么，使任何人都不会为着养活他自己和他的儿女的缘故，不得不出卖他的腕力。总之，这样的事，在将来是不会再发生的了。
 — 彼得·克鲁泡特金， 《面包与自由》
总之，克鲁泡特金认为无政府共产主义下的经济可以如此运作：
假定现在有一个居民不过数百万的社会从事于农业及种种的工业——例如，巴黎和塞纳—瓦兹省。假定这个社会里的所有的儿童都学习用自己的脑和手劳动。除开那些从事教育儿童的妇人而外，凡是成年的人，从二十岁或二十二岁起，到四十五岁或五十岁止，每天都应该劳动五小时而且还要从事一种这城里所认为必需的职业，但任其选择任何部门。这样的社会才能够保证其中一切人的安乐。比今日中产阶级所享受到的安乐还要实在些。并且这个社会里每个工人至少每天有五小时的时间用在科学、艺术以及那些不便归在必需品的项下的个人的欲求（在人类生产力增加的时候，这些东西也成为必需品，不再是奢侈难得的东西）上面的。
 — 彼得·克鲁泡特金， 《面包与自由》

### 组织主义、暴动主义与无政府共产主义的扩张
1876年，意大利无政府主义者埃里科·马拉泰斯塔在第一国际的伯尔尼会议上认为革命中包含的“行动胜过其言语”，因此行动是宣传的最有效方式。他在汝拉联盟的公报发表文章宣布“第一国际意大利联合会相信叛乱的事实——也就是说社会主义原则注定要通过行动确立这件事——是对大众最有效的宣传方式。”
自无政府共产主义于19世纪中叶诞生以来，其支持者就一直与支持巴枯宁的集体无政府主义者之间进行着激烈的辩论，辩论的主题多种多样，比如对无政府主义的定义、是否应参加工团主义斗争、是否应参加工人运动。

## 经济学理论
无政府共产主义的理论核心是废除货币、价格和僱傭勞動。财富的分配以自决的需求为基础，人们可以自由地从事他们认为最充实的活动，不必再从事无法体现他们气质和才能的工作。
无政府共产主义者认为，没有任何有效的方法能衡量一个人对经济贡献的价值，因为所有的财富都是所有人及过去所有人共同劳作的结果。例如，如果不考虑交通、食物、水、住所、休息、机器效率、情绪等等对生产的贡献，就无法衡量一个工厂工人的日常生产价值。要真正赋予任何东西以定量的经济价值，就需要考虑到大量的外部因素和贡献因素——特别是当前或过去的劳动对未来劳动效率提升这一点。克鲁泡特金称：“要把这些人各个间的工作划出一个区别来，这是完全不可能的。依照他们工作的结果来估量他们的工作，是不合理的；把他们的全工作分作若干部分，以劳动的钟点来算分数，也是不合理的。只有一件事情是对的：就是把需要（欲求）放在工作之上，不管工作如何，只管需要如何，第一应该承认一切参加生产做工的人，都有生活的权利，其次应该承认他们的安乐的权利”。

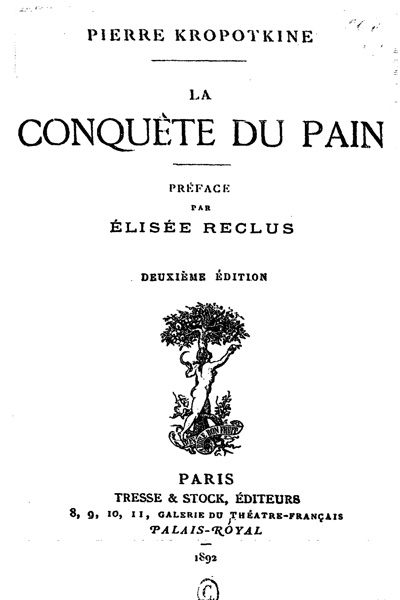
彼得·阿列克谢耶维奇·克鲁泡特金所著的《面包与自由》提出了无政府共产主义的理想经济愿景

共产无政府主义与集體無政府主義有许多相似点，但两者并不相同。集体无政府主义认同集体所有制，而共产无政府主义则直接否定了所有制概念本身，转而支持使用制的概念。而且，“地主”和“佃户”之间的抽象关系也将不复存在，因为这种所有权被无政府共产主义者认为是在有条件的法律胁迫下发生的，并不是占据建筑物或空间的绝对必要条件（知识产权也将消失，因为它们也是一种私有财产的形式）。除了认为租金和其他费用是剥削性的，无政府共产主义者还认为这些是迫使人们去执行无关事务的压力。例如，他们质疑为什么一个人每天必须工作“X小时”才能仅仅居住在某个地方。因此，他们认为，与其为了赚取工资而有条件地工作，不如直接为眼前的目标工作。

### 免费商店
1960年代反文化运动团体“挖掘者”开设了许多免费商店，在这些商店中有免费的食物、药物、纸币发放，且有免费的音乐会在此举办。挖掘者团体的名字源自杰拉德·温斯坦利于17世纪领导的英国挖掘派。这一团体寻求创立一个没有货币和资本主义的小社会。

## 哲学上的分歧

### 生产积极性
无政府共产主义者不接受“雇佣劳动是必要的，因为人的‘人性’是懒惰和自私的”的观点。他们经常指出，即使是所谓的“游手好闲的富人”有时也能找到有用的事情做，尽管他们的所有需求其实都由他人的劳动满足。无政府共产主义者一般不同意预先设定“人性”的信念，认为人类文化和行为在很大程度上是由社會化和生产方式决定的。包括彼得·阿列克谢耶维奇·克鲁泡特金在内的许多无政府共产主义者认为人类的进化趋势是趋向为了互利和生存而相互合作，而非趋向孤独的竞争。克鲁泡特金曾在著作中详细论证了这一观点。

### 自由、工作与闲暇时间
无政府共产主义者支持将共产主义作为确保一切人最大自由和福祉的一种手段。在这一角度上分析，无政府共产主义是一种平等主義哲学。